# Earl of Panmure

Wappen der Earls of Panmure

Earl of Panmure (bzw. Earl Panmure) war ein erblicher britischer Adelstitel, der je einmal in der Peerage of Scotland und in der Peerage of Ireland verliehen wurde.

## Verleihung
Der Titel Earl of Panmure wurde am 3. August 1646 in der Peerage of Scotland von König Karl I. für den Höfling Sir Patrick Maule geschaffen. Zusammen mit dem Earldom wurde ihm der nachgeordnete Titel Lord Brechin and Navar verliehen. Familiensitz der Earls war Panmure House bei Monikie in Angus. Sein Enkel, der 4. Earl, beteiligte sich am Jakobitenaufstand von 1715, wurde daraufhin am 30. Juni 1716 durch Bill of Attainder vom Parlament geächtet, womit ihm alle Adelstitel aberkannt wurden.
Dem Neffen und Erben des 4. Earls, William Maule wurde am 6. April 1743 von König Georg II. in der Peerage of Ireland der Titel Earl Panmure, of Forth in the County of Wexford, neu verliehen, zusammen mit den nachgeordneten Titeln Viscount Maule, of Whitechurch in the County of Waterford, und Baron Maule, of Whitechurch in the County of Waterford. Die Verleihung erfolgte mit dem besonderen Zusatz, dass die Titel in Ermangelung eigener männlicher Nachkommen auch an dessen jüngeren Halbbruder John Maule († 1781) und dessen männliche Nachkommen vererbbar seien, der aber kinderlos vor ihm starb. Der Earl hatte Brechin Castle bei Brechin in Angus als Familiensitz erworben. Die Titel erloschen beim kinderlosen Tod des 1. Earls am 4. Januar 1782.

## Liste der Titelinhaber

### Earls of Panmure (1646)
- Patrick Maule, 1. Earl of Panmure (1585–1661)
- George Maule, 2. Earl of Panmure (1619–1671)
- George Maule, 3. Earl of Panmure (1650–1686)
- James Maule, 4. Earl of Panmure (1658–1723) (Titel verwirkt 1716)

### Earls Panmure (1743)
- William Maule, 1. Earl Panmure (1700–1782)